# Nos Tempos do Imperador
Nos Tempos do Imperador è una telenovela brasiliana in 154 episodi prodotta da TV Globo, che l'ha mandata in onda per la prima volta dal 9 agosto 2021 al 4 febbraio 2022. Era stata ultimata già nel 2020, ma la pandemia di Covid-19 ne fece slittare la programmazione.
Biografia televisiva dell'imperatore Pietro II del Brasile, è il sequel di Novo Mundo, che raccontava invece la vita di Pietro I. Gli autori sono anche stavolta Alessandro Marson e Thereza Falcão. L'attore protagonista è Selton Mello, affiancato da Leticia Sabatella, Mariana Ximenes, Giulia Gayoso e Alexandre Nero.
Inedita in Italia, la telenovela è stata candidata all'Emmy 2022 